# Parafia św. Piotra Apostoła w Krynicy Morskiej
Parafia Świętego Piotra Apostoła w Krynicy Morskiej – rzymskokatolicka parafia należąca do metropolii warmińskiej, diecezji elbląskiej i dekanatu Krynica Morska. Erygowana 11 lipca 1974 roku. Jest prowadzona przez ojców Kapucynów.
Pierwotnie Krynica Morska należała do parafii św. Jakuba Apostoła w Tolkmicku. Do 25 marca 1992 roku należała do dekanatu elbląskiego w diecezji warmińskiej. Kościół parafialny pod wezwaniem NMP Gwiazdy Morza został wybudowany w latach 1938–1939 dla Zgromadzenia Sióstr Świętej Katarzyny.